# Geografia da Lituânia

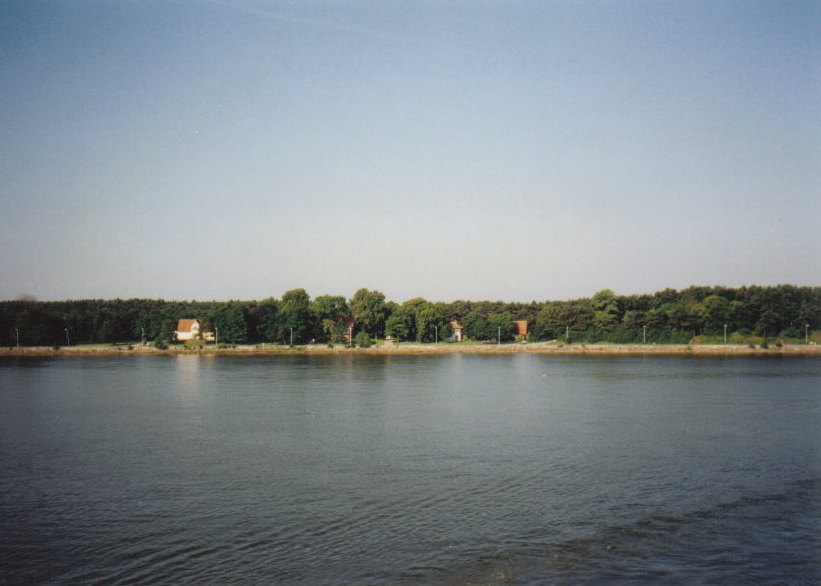
Kuršių nerija, perto de Klaipėda

A mais larga e populosa das Repúblicas Bálticas, a Lituânia é um país com uma pequena costa arenosa de aproximadamente 100 km; destes, apenas 40 km são abertos ao Mar Báltico. O maior porto de águas quentes do país é o de Klaipėda, localizado na desembocadura da laguna da Curlândia (uma lagoa rasa que se estende ao sul de Kaliningrad e que separa-se do Mar Báltico por um enorme banco de areia de 100 km). A reserva natural do golfo de Kursiu – o Parque Nacional Kursiu Nerija – é considerada Patrimônio Comum da Humanidade pela UNESCO.
O rio Nemunas e alguns de seus afluentes(são muito grandes e extensos)  são usados para a navegação fluvial. Situada entre as latitudes 53,53 e 56,27 N e longitudes 20,56 e 26,50 L, a Lituânia é muito plana – exceto por colinas de morainas em planaltos do oeste e nas montanhas do leste, não superiores, entretanto, a 300 metros. O terreno é marcado por numerosos lagos pequenos e pântanos, e também por zonas de floresta que cobrem cerca de 30% do país. A estação de cultivo dura cerca de 169 dias no leste e 202 dias no oeste; a maioria das fazendas firma-se sobre solos arenosos e argilosos. Pedra calcária, argila, areia e cascalho são alguns dos recursos primários naturais da Lituânia. A plataforma continental possui reservas estimadas em 1,6 milhões de m3 de petróleo (o equivalente a 10 milhões de barris), e no sul existem reservas de minério de ferro e granito que podem oferecer bastante dividendos.
A capital da Lituânia, Vilnius, está localizada a cerca de 20 km do centro geográfico da Europa.

## Dados
Localização
Costa oriental do Mar Báltico, entre a Letônia e a Rússia, a nordeste da Polónia.
Coordenadas geográficas
56,00 N / 24,00 E
Área total
65,200 km²
Linha costeira
99 km
Terreno
planícies, muitos pequenos lagos espalhados, solo fértil
Pontos extremos de altitude

ponto mais baixo: Mar Báltico 0 m

ponto mais alto: Juozapines/Kalnas 292 m